# Auguste Notorange
 (février 2012).
Si vous disposez d'ouvrages ou d'articles de référence ou si vous connaissez des sites web de qualité traitant du thème abordé ici, merci de compléter l'article en donnant les références utiles à sa vérifiabilité et en les liant à la section « Notes et références ».
Auguste Notorange, dit Gozzini (23 décembre 1875 à Bruxelles - 24 février 1928 à Bruxelles) est un artiste de music-hall belge.

## Biographie
Lors de la Première Guerre mondiale, en 1915, voyant ses camarades sans travail et presque sans ressource, il fonda le syndicat de l'Union artistique belge (UAB). Cela lui vaudra le surnom de Père de l'U.A.B..
Il commence sa vie professionnelle comme sertisseur de diamants chez Haardt & Devos à Bruxelles. Des raisons personnelles le poussent à émigrer vers le Canada (Montréal) en 1906, puis vers New York en 1907. Il y développe une petite entreprise d'eau de Javel et participe à de nombreuses compétitions sportives dont l’haltérophilie.
Il revient finalement en Belgique en 1911 et reprend son activité de sertisseur. C'est vraisemblablement à cette époque qu'il commence à se produire, en plus de son travail, comme artiste de music-hall.

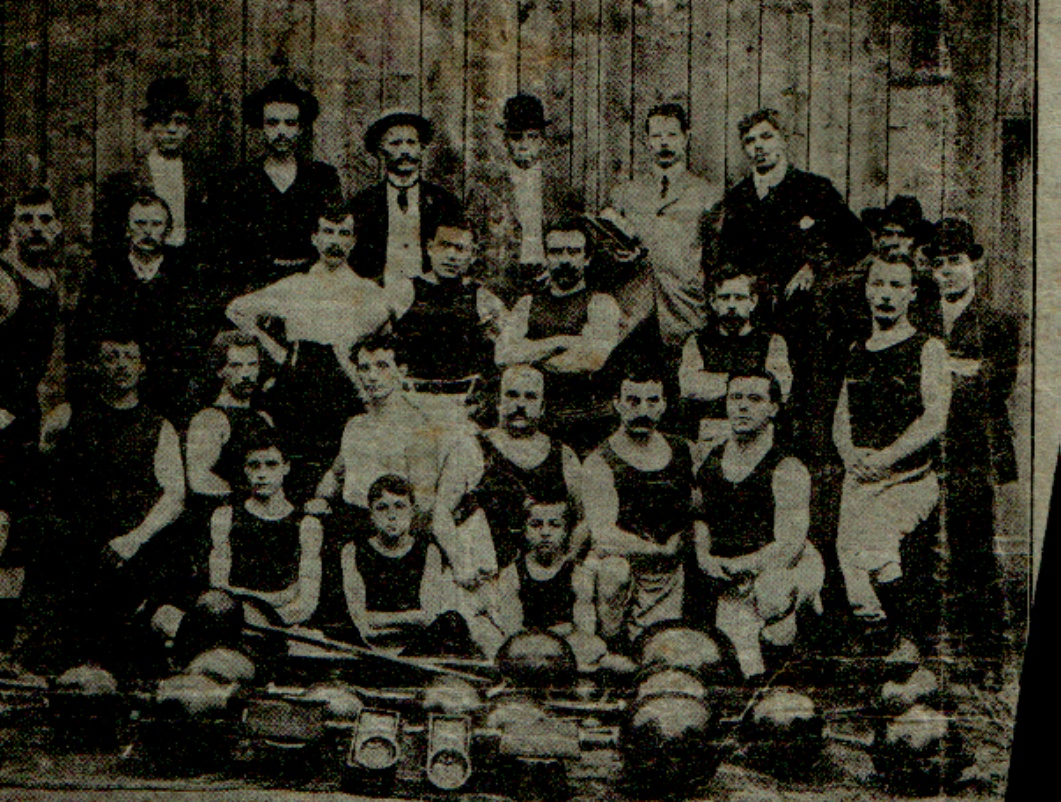
Photo d'Auguste Notorange lors d'une compétition d'haltérophilie à Montréal en 1906
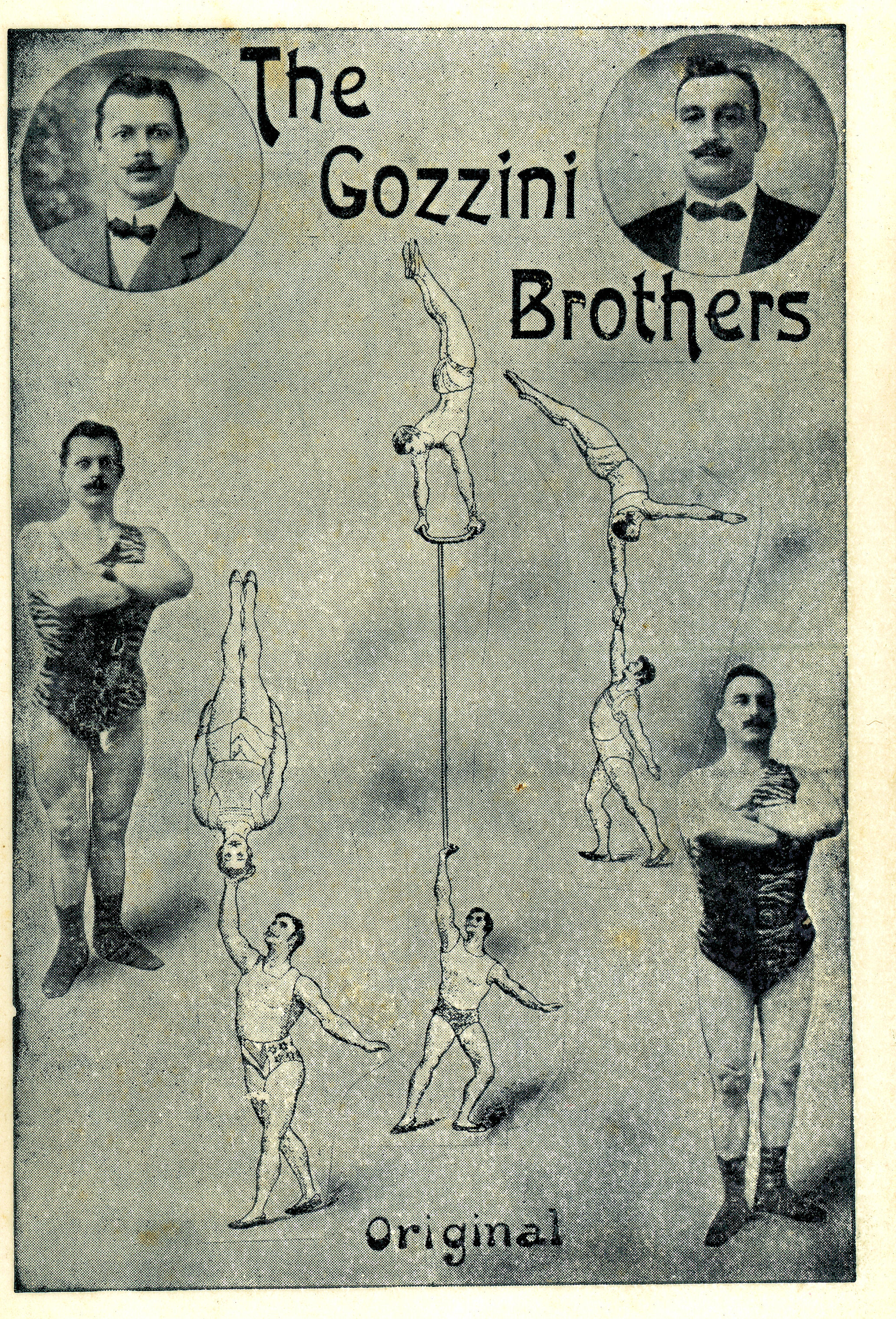
Affiche originale du spectacle des Gozzini Brothers

Il est porteur dans des groupes de voltige, notamment The Great Silvio's, The Notor's et The Gozzini Brothers.
À la fin de sa vie, il présente un dernier spectacle avec son chien Porthos, qui se laissera mourir au décès d'Auguste, à la suite d'une rupture d'anévrisme, le 24 février 1928.